# نامه‌هایی از ماروسیا
نامه‌هایی از ماروسیا (اسپانیایی: Actas de Marusia‎) که در ایران با نام «بیداد» هم شناخته می‌شود، نام یک فیلم درام مکزیکی است که در سال ۱۹۷۶ منتشر شد.
این فیلم بر پایه قتل‌عام ماروسیا (مارس ۱۹۲۵) در شیلی ساخته شده است و نامزد دریافت جایزه اسکار بهترین فیلم خارجی‌زبان بود. این فیلم همچنین در جشنواره فیلم کن ۱۹۷۶ حضور داشت.